# Film Europe Channel
Film Europe Channel je prémiový filmový televizní kanál s výhradně evropskou filmovou produkcí, přehledem všech žánrů a stylů evropské kinematografie.

## Popis
Filmy jsou vysílány v původním znění s českými titulky. Více než 800 filmů ze všech 50 zemí Evropy. 24 hodin denně, sedm dní v týdnu a bez reklam. Vysílání bylo spuštěno 17. listopadu 2011 ve 20:00 hodin. Film Europe Media Company je mediální společnost s týmy a kancelářemi v Praze, Bratislavě, Londýně a Cannes. Film Europe nakupuje, koprodukuje, v kinech a na VOD i DVD distribuuje a ve vlastních televizích vysílá evropský film. Od roku 2010 provozuje tři vlastní národní tematické televizní kanály KINO CS, DOKU CS a MUZIKA CS. V roce 2011 spustila vysílání Film Europe Channel – prvního evropského filmového kanálu, který uvádí výhradně evropskou kinematografii ze všech 50 zemí geografické Evropy. Film Europe Channel je dnes dostupný v Skylink, Magio T-Com, O2TV - Telefónica, Fiber TV - Orange, SELF servis Moravianet a HD signál, T-systems Via-TV, NEJ-TV, SATT, Catr, Slovanet, Centronet, Antik, Netbox, AIM. V nejbližší době se rozšíří o dalších operátorů v Česku a na Slovensku. Mediální společnost spolupracuje s filmovými společnostmi a festivaly v Evropě a v Asii.